# シスター・エスカレーション
『シスター・エスカレーション』（原題：Virtual Desire）は、1995年にアメリカで製作されたエロティック・スリラー映画。監督はジム・ウィノースキー、出演はジュリー・ストレイン。

## キャスト
※括弧内は日本語吹き替え
- ブラッド - マイク・マイヤー（楠大典）
- スーザン - タミー・パークス（小島幸子）
- クランク - ロス・ハーゲン（英語版）
- サシャ - ジュリー・ストレイン
- ウェンディ - ゲイル・ハリス（英語版）（出口佳代）

## 製作
フレッド・オーレン・レイによると、ジム・ウィノースキー監督は『ザ・フェイス』を撮るために、本作の完成前に映画製作から離脱したとのことだった。また、本作と『Star Hunter』のためにロス・ハーゲンの映像を同時に撮影したと述べ、その二作品の警察が出ているシーンには、同一のシーンが含まれていると述べた。